# Цельс (узурпатор)
Цельс (лат. Celsus) — римский император-узурпатор между 260 и 268 годом.
В «Истории Августов» Цельс — частное лицо, а в прошлом трибун, жил в своих имениях в Африке. За справедливость и рост был провозглашен императором африканцами по предложению проконсула Африки Вибия Пассиена и главнокомандующего ливийской границей Фабия Помпониана и облачен в одежду богини Целестины.
Сообщается, что Цельс после семи дней правления был убит некой Галлиеной, двоюродной сестрой императора Галлиена, и что его тело было брошено собакам на съедение жителями Сикки. Восстание и люди скорее всего вымышлены, также, как восстание Сатурнина.